# Tullu Milki
Tullu Milki este un oraș din Etiopia. În 2005 avea 2.870 de locuitori.